# Service-Prototyping
Das Service-Prototyping lässt sich in den Service-Design-Prozess einordnen. Es ermöglicht eine Visualisierung der Idee. Prototypen besitzen bereits die wesentlichen Eigenschaften des finalen Services. Dadurch haben Nutzer erstmals die Möglichkeit, die Dienstleistung zu „erleben“ und das Konzept wird überprüfbar. So kann bereits frühzeitig getestet werden, ob die Dienstleistung verstanden wird, ob sie gebraucht wird und wo gegebenenfalls Schwachstellen liegen, ohne den Service bereits fertiggestellt zu haben. Häufig angewandte Methoden des Prototypings sind Mockups, Storyboards, Szenarioanalysen und Wizard-of-Oz-Anwendungen. Blomkvist und Holmlid (2010) legen jedoch nahe, dass ein Prototyp fast alles sein kann so lange eine zweckdienliche Eigenschaft der Service-Idee dargestellt wird.